# Óscar Andrés Rodríguez Maradiaga
Óscar Andrés kardinál Rodríguez Maradiaga SDB (* 29. prosince 1942 Tegucigalpa) je honduraský římskokatolický kněz, arcibiskup Tegucigalpy, prezident Caritas Internationalis, kardinál.

## Kněz
Dne 3. května 1962 vstoupil do řádu salesiánů. Vzdělával se v řádovém domě Don Rua v San Salavadoru, kde získal doktorát z filozofie, dále studoval na několik římských univerzitách (na Papežské salesiánské univerzitě získal titul doktorát z teologie a na Papežské univerzitě Gregoriana doktorát z morální teologie) Na univerzitě v Innsbrucku vystudoval klinickou psychologii a psychoterapii. Má také hudební vzdělání, studoval hru na klavír na konzervatoři v San Salvadoru a harmonii a kompozici v Guatemale a USA. Kněžské svěcení přijal 28. června 1970. Poté působil jako učitel různých předmětů (mj. chemie, teologie a církevní hudby) na salesiánských školách v Guatemale. V letech 1975 až 1978 byl rektorem Salesiánského filozofického institutu v Guatemale.

## Biskup
28. října 1978 byl Maradiaga jmenován pomocným biskupem Tegucigalpy, biskupské svěcení přijal 8. prosince téhož roku. V letech 1981 až 1984 plnil funkci apoštolského administrátora diecéze Santa Rosa de Copan. Dne 8. ledna 1993 ho papež Jan Pavel II. jmenoval arcibiskupem Tegucigalpy.
V letech 1987 až 1991 byl generálním sekretářem CELAM, a v letech 1995 až 1999 byl jejím předsedou. V letech 1997 až 2003 byl předsedou Honduraské biskupské konference.

## Kardinál
Při konzistoři 21. února 2001 jmenoval Jan Pavel II. Maradiagu kardinálem. Již při konkláve v roce 2005 byl označován za možného kandidáta na nástupnictví zemřelého papeže (tzv. papabile). Podobná situace se opakovala i při konkláve roku 2013.
V červnu 2007 byl Maradiaga zvolen předsedou Caritas Internationalis na období čtyř let. V květnu 2011 byl v této funkci potvrzen na další čtyři roky účastníky 19. valného shromáždění této mezinárodní organizace sdružující lokální charity. 
Dne 13. dubna 2013 bylo ve Vatikánu oznámeno, že papež František ustanovil nový poradní sbor osmi kurijních kardinálů, které mu má pomoci při vypracování reformy vatikánské kurie. Jedním z členů této pracovní skupiny se stal i kardinál Maradiaga.
Kardinál Maradiaga je otevřený ke spolupráci s jinými křesťanskými církvemi, kromě španělštiny hovoří anglicky, německy, italsky, portugalsky a francouzsky. K jeho přátelům patří zpěvák skupiny U2 Bono, má licenci pilota.